# Unsigned project
Het Unsigned project is een project van het Nationaal Pop Instituut dat als doel heeft talentvolle Nederlandse acts, die nog geen platencontract hebben, te promoten.

## Algemeen
In 1997 startte het Nationaal Pop Instituut het Unsigned project. Talentscouts van het kiezen, binnen een bepaald muziekgenre, een tiental bands uit, die in aanmerking komen voor promotie van het Popinstituut. Deze promotie bestaat uit deelname aan een opnamesessie met een bekende producer, het uitbrengen en distribueren van een verzamelalbum met de opgenomen nummers en het organiseren van een landelijke clubtour met de deelnemende artiesten.
Op 1 januari 2008 ging het Nationaal Pop Instituut op in het Muziek Centrum Nederland, die sindsdien het project omarmd heeft.

## Edities

### No Sweat - Dutch R&B Flava (1997)
Het eerste project, No Sweat, kreeg als thema "aankomende R&B artiesten" mee. Deelnemende artiesten waren:
- No Sweat
- J. Anthony
- Dignity (met Edsilia Rombley)
- Joshua
- Eszteca

- Corey
- Voices In Motion
- Little Brown
- Chosen 4 Soul
- 3rd Millennium

### Characters - Singers 'n Songs (1997)
Het tweede project, Characters, kreeg als thema "talentvolle Nederlandse singer-songwriters" mee. Deelnemende artiesten waren:
- Wim Venema
- Dyzack
- Kirsten
- Merry Pierce
- Joep Pelt

- Reineke Wieman
- Racoon
- Irene Annink
- Stephan P. Janssen
- Mummy's A Tree

### Origin - Global Atmospheres (1999)
Het derde project, Origin, nieuwe acts op het gebied van dance en wereldmuziek.
- Nisia
- Budha Building
- La Seda
- Drijfzand
- Club 11

- Corydoras
- Whà Whà
- Project Entropy
- Stoned Frommes

### Homegrown - Dope Dutch Hiphop Talent (2002)
Het vierde project, Homegrown, richtte zich op jong hiphoptalent. Dit project werd georganiseerd met Kees de Koning van Top Notch. Deelnemende artiesten waren:
- C-mon & Kypski
- Raymzter
- Sonny D
- Kemphanen
- Opgezwolle
- Pete Philly

- Space Kees & Terilekst
- Tuig Commissie
- Realiteit
- Excellent
- Far I
- D-Men (met Lange Frans & Baas B)

### College Radio - Alternative Rock Songs (2003)
Het vijfde project, College Radio, richtte zich op alternatieve-rockbands. Dit project werd georganiseerd met Excelsior Recordings en producer Frans Hagenaars. Deelnemende artiesten waren:
- Voicst
- GEM
- Chronicle Kings
- Eleven

- Moss
- zZz
- Woost
- Mullhouse

### Push The Buttons - Future Dutch Dance Producers (2004)
Het zesde project, Push The Buttons, richtte zich op nieuw Nederlands dancetalent. Het project werd ondersteund door ID&T, 3FM, 3VOOR12, Dance Department, en MTV. Deelnemende artiesten waren:
- Omski
- Geigercounting
- New Agent Q
- Nobody Beats The Drum
- DJ Gomes
- Perro Caliente
- Voidd

- Johnatan Traffic
- Marchand
- David Gilmour Girls
- Michiel Stoter
- Steady Douglas
- RogerSeventyTwo
- Moos

### The Mighty 8 - Hiphop & soul from a ladies perspective (2007)
Het zevende project, The Mighty 8, richtte zich op vrouwelijke hiphop- en soultalenten. Het project werd georganiseerd in samenwerking met PIAS, Top Billin', State Magazine, Lijn5 en FunX. De nummers werden geproduceerd door Simon Akkermans. De cd werd gepresenteerd tijdens eens gezamenlijk optreden van de deelnemende artiesten in de Melkweg. Deelnemende artiesten waren:
- Senna
- Jav'lin
- SAGE
- Ntjamrosie

- Giovanca
- Neenah
- Sabrina Starke
- Rosa Ana

### The Young Ones - New Dutch Rock (2008)
Het achtste project, The Young Ones, richtte zich op jonge rockacts met een leeftijd tot 21 jaar. Het project werd georganiseerd in samenwerking met CJP, Van Leest en Rough Trade en werd gesponsord door Connexxion. Alle nummers werden geproduceerd door Attie Bauw. De cd werd gepresenteerd op 15 februari 2008 in Paradiso. Deelnemende artiesten waren:
- King Jack
- INFA
- SAT2D

- Sheriff of Hong Kong
- MakeBelieve
- Two Way Radio

### Take Six - When Pop Meets Jazz (2009)
Het negende project, Take Six, richtte zich op talentvolle acts die zich op snijvlak van popmuziek en jazz bevonden. Dit project werd georganiseerd in samenwerking met Challenge Records en de nummers werden geproduceerd door Wiboud Burkens en Manuel Hugas. De cd werd 20 maart 2009 gepresenteerd in Paradiso en 29 maart in de Effenaar. Deelnemende artiesten waren:
- Ruben Hein
- Myriam Gaasbeek
- Thomas Azier

- Lavalu
- EinsteinBarbie
- Electric Barbarian

### Sixpack: What's in a song? (2010)
In 2010 ging het tiende project van start. Dit keer werd gekozen voor een breed scale aan talentvolle bands, waarbij er niet voor een bepaald genre gekozen is. J.B. Meijers en Dennis van Leeuwen kregen de opdracht zes talentvolle artiesten te selecteren. Enig uitgangspunt was dat de artiesten het lied als uitgangspunt moest nemen. Na het selecteren van de bands, mochten deze in Studio 150 in Amsterdam ieder twee nummers opnemen, onder leiding van Meijers en Van Leeuwen. Op 12 mei 2010 werd de cd gepresenteerd in TrouwAmsterdam. Deelnemende artiesten waren:
- Avant La Lettre
- Feed The Rabbit
- Mattanja Joy Bradley

- Novack
- Saelors
- Secret Umbrella

### MCN Unsigned: Homegrown '11 (2011)
Zeven hiphop-acts werden geselecteerd uit 320 inzendingen. De selectie werd gemaakt door vertegenwoordigers van Top Notch en van de partners VPRO 3VOOR12, State Magazine, Buma Rotterdam Beats en FunX. Op 22 september 2011 werd de CD gepresenteerd in de Melkweg. De artiesten waren:
- Per.Verz
- Kroons
- De Kraaien
- Ome Omar

- Ojajoh?!
- Freez
- Mr. Polska